# Ladenbergia lehmanniana
Ladenbergia lehmanniana är en måreväxtart som beskrevs av Bengt Lennart Andersson. Ladenbergia lehmanniana ingår i släktet Ladenbergia och familjen måreväxter. Inga underarter finns listade i Catalogue of Life.